# Philodromus punctisternus
Philodromus punctisternus este o specie de păianjeni din genul Philodromus, familia Philodromidae, descrisă de Caporiacco, 1940.
Este endemică în Etiopia. Conform Catalogue of Life specia Philodromus punctisternus nu are subspecii cunoscute.